# Kura Kura (bài hát của Ado)
"Kura Kura" (クラクラ Kurakura) là một bài hát của Ado. Bài hát được phát hành dưới dạng đĩa đơn của riêng cô ấy vào ngày 5 tháng 10 năm 2023 dưới dạng kỹ thuật số có thể tải xuống từ hãng đĩa Virgin Music. Được sáng tác bởi meiyo, cũng là người viết lời và soạn nhạc, được cải biên bởi Kanno Yoko và ban nhạc SEATBELTS.

## Tổng quan
Bài hát được sử dụng làm bài hát chủ đề mở đầu mùa 2 của bộ anime truyền hình Spy × Family. SEATBELTS, một ban nhạc được dẫn dắt bởi Kanno Yoko, người đã tham gia sản xuất bài hát, đã biểu diễn bài hát chủ đề của "Cowboy Bebop" và "Tank!" trong quá khứ.
Ado nhận xét về bài hát, "Tôi hy vọng sẽ thể hiện được sự lạnh lùng cổ điển của Spy × Family và niềm vui của cuộc sống hàng ngày như một gia đình".

## Video âm nhạc
MV được phát hành trên YouTube vào ngày 7/10/2023. Video sử dụng hình ảnh minh họa của s!on, họa sĩ minh họa.

## Nhân sự
- Giọng hát: Ado
- Trống: Yasuo Sano
- Bass: Yamaguchi Hiroo
- Guitar: Takakei CO-K Takashi
- Kèn: Koji Nishimura, Akira Okumura
- Trombone: Yoichi Murata, Shinsuke Torizuka
- Alto saxophone: Masato Honda
- Saxophone tenor: Andy Wulf
- Độc tấu Saxophone Tenor & Baritone: Yamamoto Takuo
- Kỹ sư thu âm: Masashi Yabuhara
- Kỹ sư hòa âm: Tom Manning
- Kỹ sư mastering: Matt Colton (Metropolis Studios)[4]